# كيمبرلي سميث (دراجة)
كيمبرلي سميث (بالإنجليزية: Kimberly Smith)‏ هي دراجة أمريكية، ولدت في 28 يناير 1968.

## وصلات خارجية
- كيمبرلي سميث على موقع أرشيف الدراجات (الإنجليزية)
- كيمبرلي سميث على موقع إحصائيات الدراجات الإحترافية (الإنجليزية)